# Sagemono
Sagemono (提物 eller下げ物),  sakhängare eller hängsaker,  är det japanska ordet för en ask eller påse för mindre objekt att ha till hands. Denna medförs hängande i en netsuke med en snodd innanför obin vid sidan med samma funktion som den västerländska dräktens fickor. Sagemono finns omnämnda redan på tiohundratalet, då som hi-uchi-bukuro, en förvaringspåse för flintdon att göra upp eld med. Andra exempel på sagemono är
- Inro （印籠・いんろう）-- Behållare för mediciner och sigill.
- Kinchaku -- Plånbok, börs.
- Yatate （矢立・やたて）-- Behållare för pensel och bläck.
- Tabako-ire  -- Tobakspung.
- (煙管筒・キセル筒） -- Pipfodral.